# Yukon News
«Новости Юкона» или «Юкон Ньюс» (англ. Yukon News) — одна из двух газет, издаваемых в Уайтхорсе, территория Юкон, Канада. 
Газета была основана в 1960 году как еженедельник, просуществовав таким образом до конца 1970-х годов. Первоначально газета была широкоформатной, но в 1980-х годах она перешла в формат таблоид.
В настоящее время газета печатается два раза в неделю. Её издание за понедельник доступно только в Интернете. «Юкон Ньюс» была удостоена нескольких национальных и региональных наград за репортаж, фотографию, дизайн и макет.
«Юкон Ньюс» была куплена в августе 2013 года компанией Black Press. Её прежним владельцем был Стивен Робертсон.